# Kabinett Bartram
Das Kabinett Bartram bildete vom 5. September 1950 bis zum 25. Juni 1951 die Landesregierung von Schleswig-Holstein.
| Amt                                    | Name                          | Partei | Partei |
| -------------------------------------- | ----------------------------- | ------ | ------ |
| Ministerpräsident                      | Walter Bartram (1893–1971)    |        | CDU    |
| Stellvertreter des Ministerpräsidenten | Waldemar Kraft (1898–1977)    |        | BHE    |
| Inneres                                | Paul Pagel (1894–1955)        |        | CDU    |
| Finanzen                               | Waldemar Kraft                |        | BHE    |
| Ernährung, Landwirtschaft und Forsten  | Otto Wittenburg (1891–1976)   |        | DP     |
| Wirtschaft, Aufbau und Verkehr         | Hermann Andersen (1901–1989)  |        | FDP    |
| Volksbildung                           | Paul Pagel                    |        | CDU    |
| Soziales, Arbeit und Flüchtlingsfragen | Hans-Adolf Asbach (1904–1976) |        | BHE    |

Die erste frei gewählte CDU-Landesregierung Schleswig-Holsteins hatte mit Paul Pagel nur einen Minister, der zuvor nicht Mitglied der NSDAP oder ihrer Nebenorganisationen gewesen war. Pagel selbst hielt seine Kabinettskollegen für eine Koalition aus SA, SS und NSDAP.